# Джон Твелф Гокс
Джон Твелф Гокс (Гокс) (англ. John Twelve Hawks — укр. Дванадцять Яструбів, також відомий серед своїх фанів як J12H або JXIIH)  — письменник, що став відомим завдяки антиутопічному роману «Мандрівник». Він є першою книгою трилогії «Четверте Царство», до якої входять, окрім «Мандрівника», «Темна ріка» та «Золоте місто. Таємничий дар».

## Життєпис
|  | «Люди — тварини, що виготовляють інструменти. Ще справіку ми створили і використовували велике різноманіття об'єктів. Проте зараз відбувається знаменна зміна. У найближчому майбутньому ми просто станемо ще одним об'єктом, за яким можна буде наглядати, стежити та контролювати великою машиною». Оригінальний текст (англ.) Human beings are tool-making animals. Since the prehistoric era, we have created and used a wide variety of objects. But now a significant change is about to occur. In the near future, we will simply become another object that can be monitored, tracked and controlled within a vast machine. |

### Походження імені
Джон Твелф Гокс — це псевдонім, а його справжня особистість невідома.
Під час чату із своїми фанами Джон Твелф Гокс пояснив походження свого псевдоніму:
|  | «Це реальна історія... Я прогулювався лісом... Перетинаючи місце, де яструби мостили гнізда І 12 яструбів кружляли над моєю головою протягом десяти хвилин. Настільки близько, що кінчики їхніх крил черкали по моїй голові. Ось чому я обрав таке ім'я. Справжні яструби. Не символічні. » Оригінальний текст (англ.) The real story is this… I was walking through a forest… Encountered a hawk nesting area… And 12 hawks circled around my head for about ten minutes… So close that the tip of their wings bushed the side of my head. That was why I picked the named. REAL hawks. Not symbolic one. |

### Про особистість автора
Єдине, що про нього відомо достеменно, — «Я живу поза мережею», ця фраза була записана на сайті Random House у його біографії. У нього немає нічого такого, за допомогою чого уряду або комусь іншому його можна було б знайти: ані кредитних карток, ані посвідчення водія. Будь-які спроби розшукати його або зв'язатися Джон сприймає як порушення меж його особистого життя.
Ця людина (це може бути чоловік або жінка) дуже загадковий автор. Його агент, Джейсон Кауфман, стверджує, що найімовірніше, він — чоловік. Це автор-початківець, що спілкується зі своїм агентом через супутниковий телефон, який неможливо відстежити, а під час розмови використовує синтезатор голосу.
Судячи з усього, йому понад 30 років, можливо десь 40-50. Згідно з інформацією його агента, Твелф живе в Нью-Йорку, Лос-Анжелесі, Лондоні.
Його агент ніколи не бачив його особисто. Він не користується телевізором, любить вино і водить машину, яка має вік 15 років. Усі ці подробиці вдалося витягнути Джейсону Кауфману з розмов з автором. Видавництво «Doubleday» стверджує, що це не просто якісь забаганки автора або піар: «Твелф дуже цінує особисту приватність так само, як і його герої. І все це для нього не жарти…».
Дехто вважає, що вся ця загадковість — добре продуманий рекламний хід, що збільшує популярність автора. Джулі Віттерс Шлек (англ. Julie Wittes Schlack) у своїй статті припускає, що Джон Твелф Гокс взагалі не новачок у літературній справі, насправді він звільнений сценарист серіалу «Зоряний шлях: Ентерпрайз», а зараз «щасливо заробляє гроші».

## Список книжок
Джон Твелф Гокс створив антиутопічну трилогію «Четверте Царство», що складається із трьох книг:
| Рік виходу в Україні | Назва українською           | Рік першої публікації | Оригінальна назва (англ.) |
| -------------------- | --------------------------- | --------------------- | ------------------------- |
| 2006                 | Мандрівник                  | 2005                  | The Traveller             |
| 2008                 | Темна ріка                  | 2007                  | The Dark River            |
| 2011                 | Золоте місто. Таємничий дар | 2009                  | The Golden City           |